# Janusz Trzepizur
Janusz Roman Trzepizur (Polonia, 21 de mayo de 1959) es un atleta polaco retirado especializado en la prueba de salto de altura, en la que consiguió ser subcampeón europeo en pista cubierta en 1982.

## Carrera deportiva
En el Campeonato Europeo de Atletismo en Pista Cubierta de 1982 ganó la medalla de plata en el salto de altura, con un salto por encima de 2.32 metros, tras el alemán Dietmar Mögenburg (oro con 2.34 metros) y por delante del suizo Roland Dalhäuser (bronce también con 2.32 metros pero en más intentos).